# Diemelsee (stuwmeer)
Diemelsee is een stuwmeer in de Duitse deelstaat Noordrijn-Westfalen (op de grens met Hessen), ontstaan door de stuwdam, gebouwd in de periode 1912 tot 1924 in de Diemel. Het stuwmeer ligt tussen Willingen en Marsberg in het district Waldeck-Frankenberg.

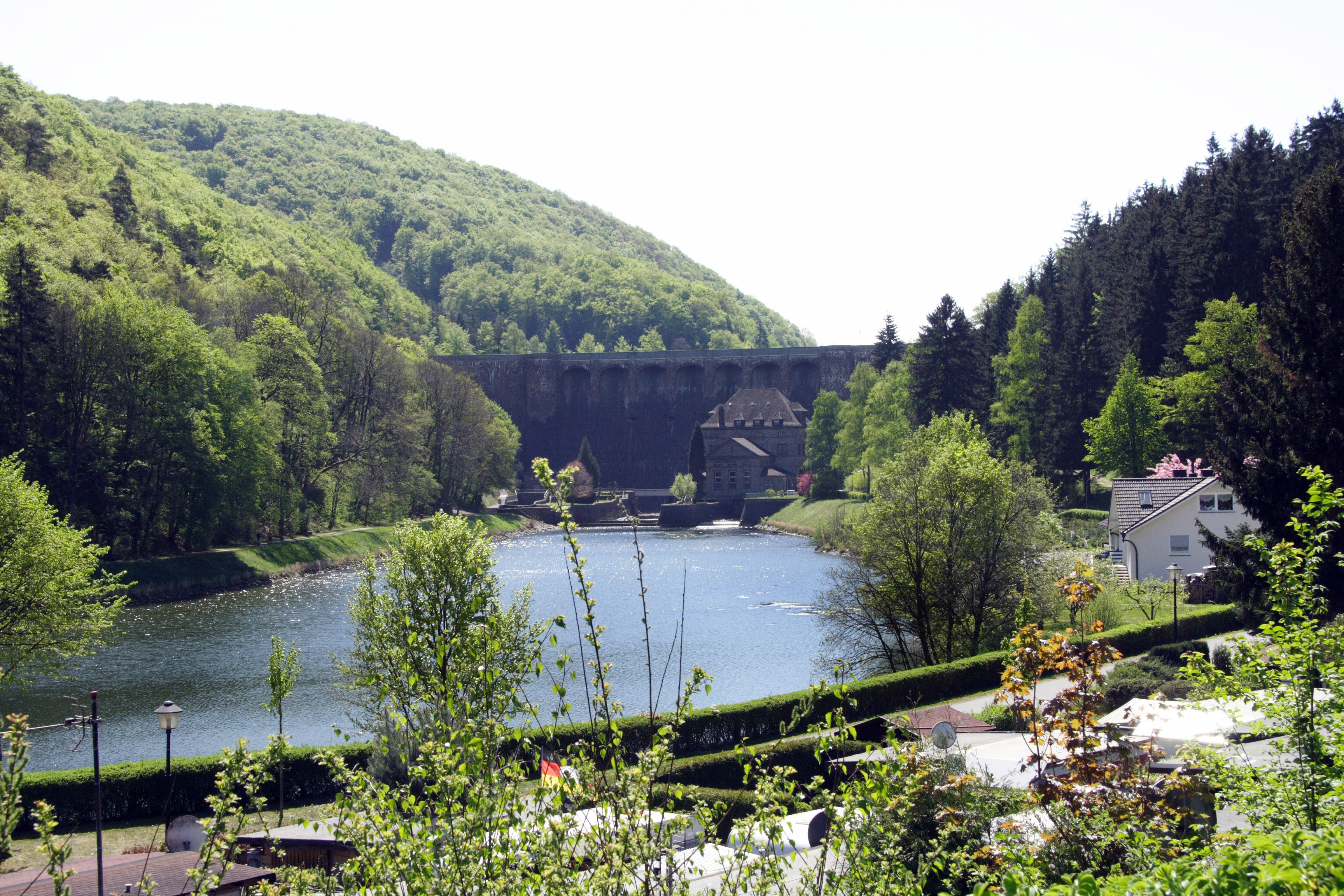
De dam
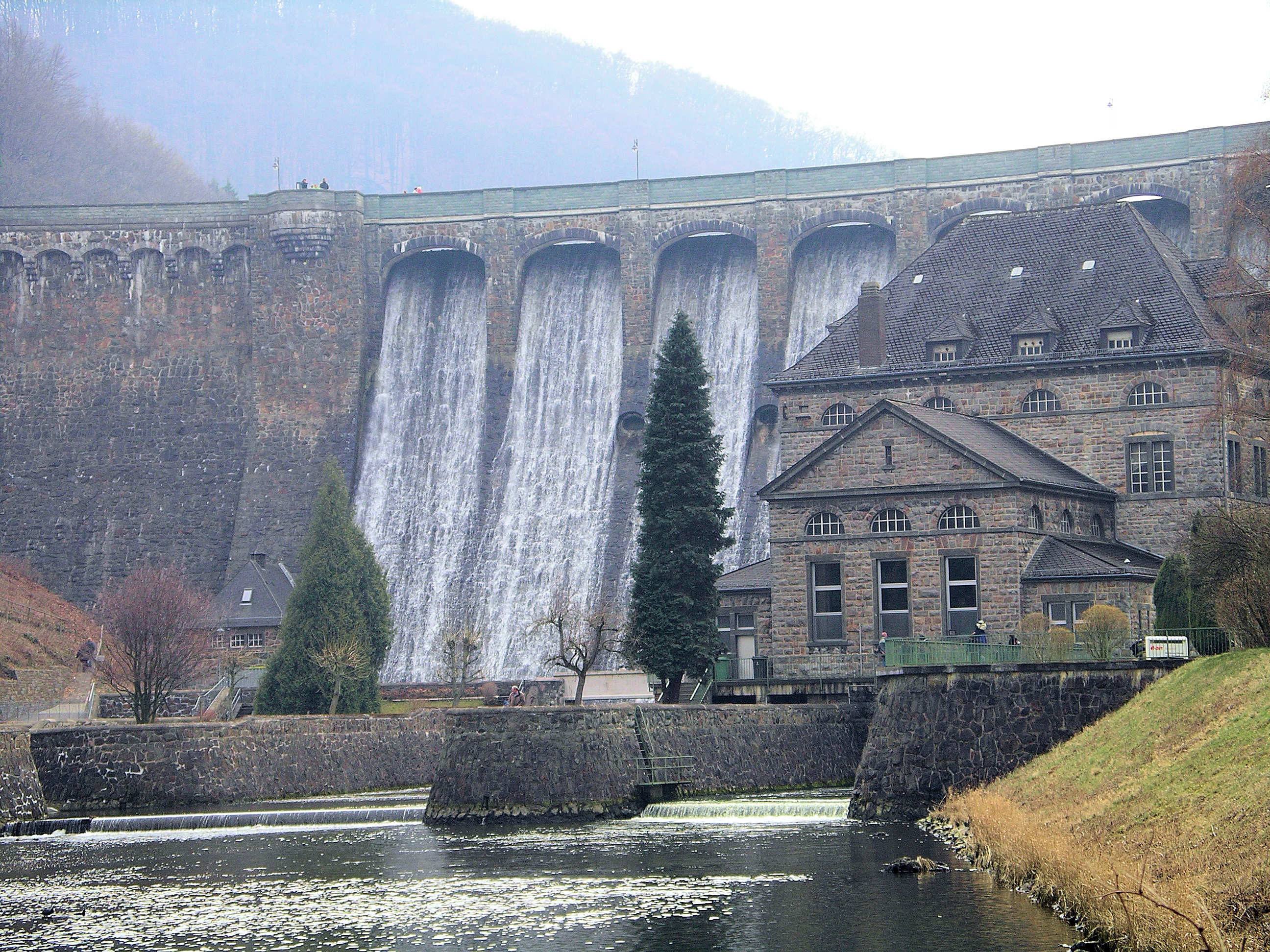
Overloop van de dam (2004)
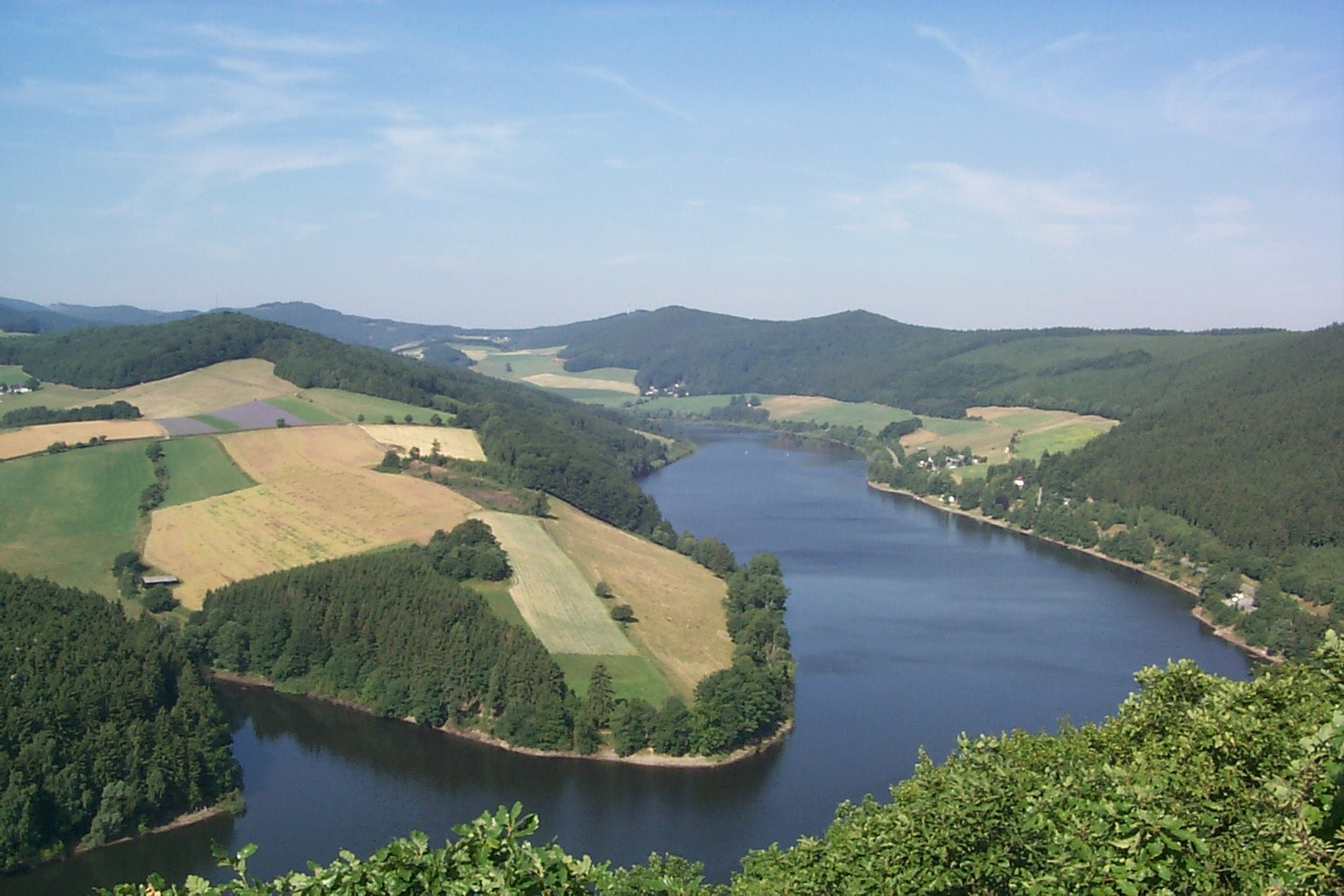
Het meer
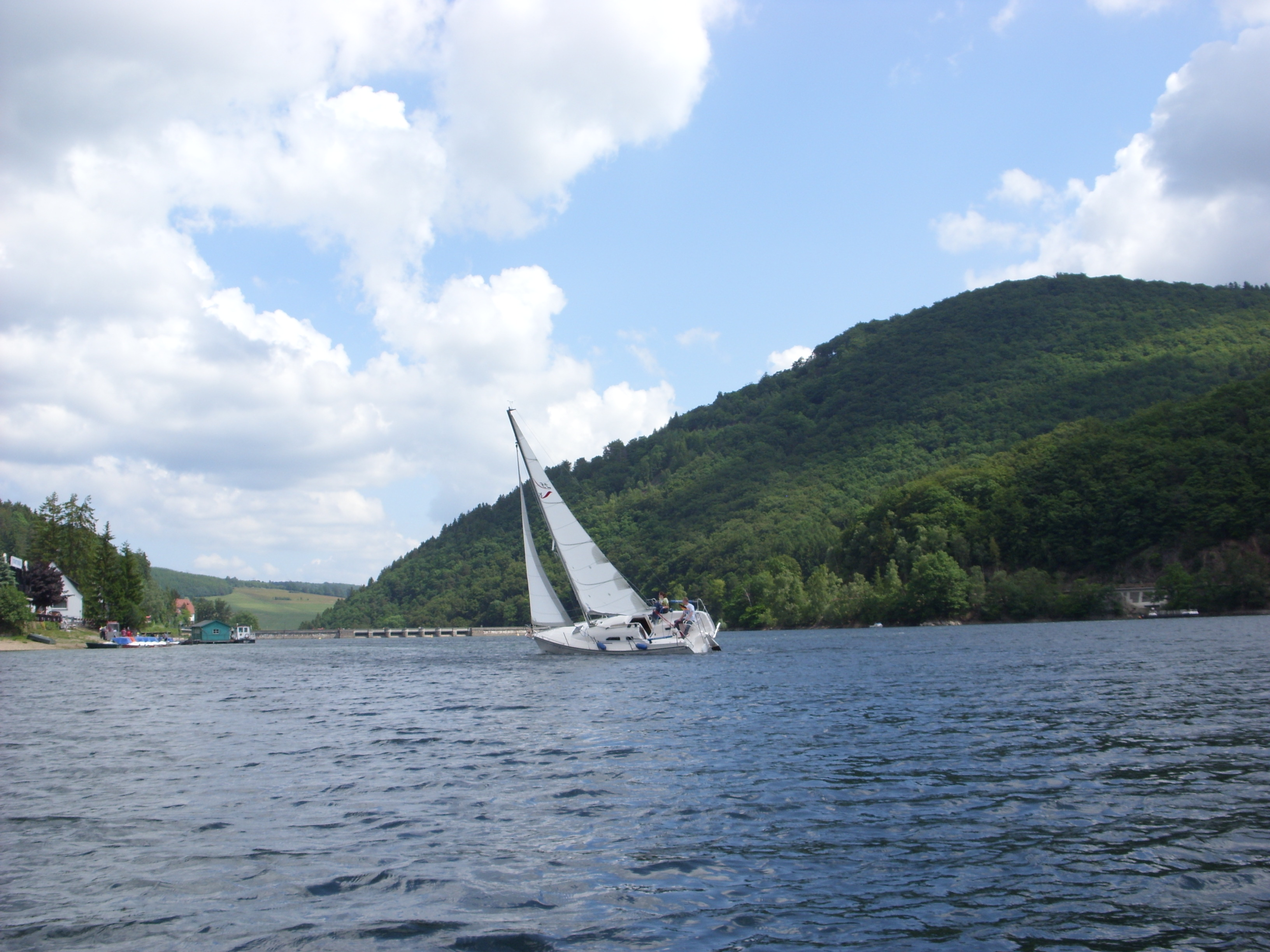
Recreatie
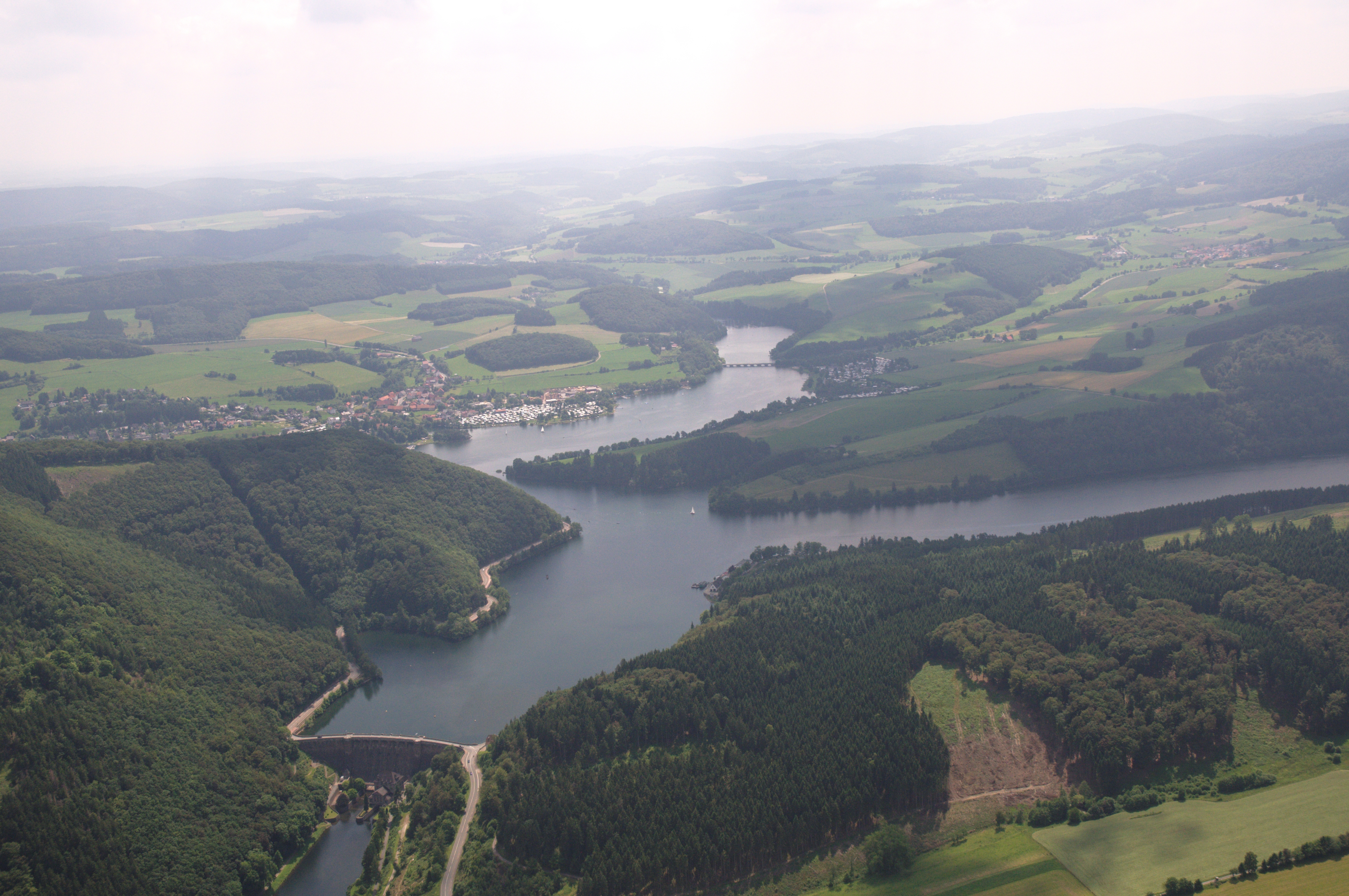
Het meer, gezien vanuit de lucht (2013)